# Ilia Koshevoy
Ilia Koshevoy (Minsk, 20 de marzo de 1991) es un ciclista bielorruso que fue profesional entre 2015 y 2018.

## Palmarés
2011 (como amateur)
- 2.º en el Campeonato de Bielorrusia Contrarreloj

2013
- Gran Premio della Liberazione

2015
- 3.º en el Campeonato de Bielorrusia en Ruta
- 1 etapa de la Vuelta al Lago Qinghai

## Resultados en Grandes Vueltas y Campeonatos del Mundo
| Carrera         | Carrera         | 2015  | 2016  | 2017  | 2018 |
| --------------- | --------------- | ----- | ----- | ----- | ---- |
|                 | Giro de Italia  | —     | 97.º  | 155.º | —    |
|                 | Tour de Francia | —     | —     | —     | —    |
|                 | Vuelta a España | 144.º | 151.º | —     | —    |
| Mundial en Ruta | Mundial en Ruta | —     | —     | —     | Ab.  |

—: no participa

Ab.: abandono